# Megalurus timoriensis
Megalurus timoriensis е вид птица от семейство Locustellidae.

## Разпространение
Видът е разпространен в Австралия, Индонезия, Източен Тимор, Папуа Нова Гвинея и Филипините.